# Wusun
Wusun (烏孫, lit. «nietos de los cuervos») es el nombre que los chinos dieron a una etnia que en la antigüedad habitó el Asia Central. Es probable que fueran, junto a los masagetas y sakas, uno de los pueblos llamados "Isedones" por el historiador griego Heródoto. En todo caso, la mayor información escrita que se tiene respecto a este pueblo proviene de los antiguos anales chinos.

## Territorio
Según las antiguas crónicas el pueblo de los wusun vivió junto a los yuezhi en la región ubicada al este de la cordillera Tian Shan, transladándose posteriormente a la Zungaria, principalmente al valle del Ili y la cuenca de Issyk Kul.

## Antropología y arqueología
De acuerdo a los arqueólogos chinos actuales, las excavaciones que han aportado esqueletos presumiblemente correspondientes a los wusun muestran que se trataba de una población europeoide o paleoeuropea del Asia Central, con caracteres braquicéfalos tal cual se encuentra en el llamado tipo "transoxiano".

Las crónicas chinas describen a los "wusun" como «gente de ojos verdes y cabellos rojos», es decir de apariencia caucasóide.

Sus rasgos o aspectos culturales aún son poco conocidos, aunque se considera fueron en esto también muy similares a los yuezhi: fabricaban elementos de bronce y de hierro, eran grandes jinetes y pastores (los wusun son señalados especialmente por las fuentes chinas por la cantidad y la calidad de los caballos que poseían), especializados en la caza y el combate a caballo usando sus arcos y flechas.

## Historia
Por lo poco que actualmente se conoce, los llamados wusun inicialmente vivían junto a los yuezhi.
Hacia los años 209-174 a. C., con el jefe llamado por los chinos Modun, el pueblo de los Xiongnu (también llamados Hun-o), procedente de Mongolia (de donde fueron expulsados por los chinos en el ataque sorpresa del 93 d. C.), atacó y derrotó a los yuezhi, los cuales debieron marchar precipitadamente hacia el oeste. En el principio de tal éxodo los wusun acompañaron a los yuezhi, pero luego se separaron y se hicieron vasallos de los xiongnu. La explicación para esto es casi mítica y proviene de las fuentes chinas. Quien sería luego rey de los wusun, Kunmo (¿en turco: Kun Beg?), siendo niño perdió a sus padres en la retirada quedando extraviado en el desierto salvaje, y milagrosamente pudo salvarse de la inanición mamando de una loba. Un jefe de los xiongnu llamado Shan-Yu le descubrió, quedando impresionado por el milagro y por esto adoptó al niño. Cuando Kunmo creció Shan-Yu le dio el comando de los wusun (¿reconstituidos?) y le ordenó que atacara a los yuezhi, quienes se habían refugiado en el valle del Ili.
Los yuezhi fueron totalmente derrotados y perseguidos por la coalición de xiongnu y wusun, por esto los yuezhi debieron huir más allá de la Fergana hasta que lograron establecerse en la Bactriana en donde se les conoció como tocarios.
De este modo los wusun quedaron como únicos dominadores del valle del Ili y se expandieron hacia el lago Baljash ocupando un gran territorio (siendo su núcleo conocido actualmente como Zungaria) en lo que hoy son territorios limítrofes de China, Rusia y Kazajastán, -las fuentes griegas mencionan que hacia el 134 a. C. en tales regiones habitaba el pueblo de los sakas (también llamados escitas).
Para la época de su expansión se decía que los wusun contaban con 630.000 integrantes, tal población significaba una fuerza respetable en el Asia Central.
Tal apreciación pudo ser hecha por el general chino Zhang Qian en su segunda campaña al Asia Central ocurrida ca. 126 a. C.
Cuando la dinastía china de los Han en el 106 a. C. pasó a contraatacar victoriosamente a los xiongnu, los wusun practicaron una política de alianzas mediante matrimonios con integrantes de tal dinastía china, especialmente con princesas chinas, pasando así a ser acerbos enemigos de los xiongnu.
Sin embargo tras la retirada del Asia Central por parte de los Han no quedaban muchos recuerdos de los wusun. Se sabe que fueron presionados por los rouran y migraron hacia las montañas del Pamir, luego de este suceso ocurrido a inicios de la era común los wusun desaparecen prácticamente de la historia tras su mestizaje con los chinos, siendo la actual población de Xinjiang (mestizos de arios pelirrojos con chinos), siendo parte de sus antiguos territorios ocupados por pueblos turcos tras su primera expansión desde las montañas de Altái de los Turcos azules. Algunas investigaciones hacen suponer que los pechenegos que en el Alto Medioevo ocuparon gran parte de los territorios actualmente correspondientes a Ucrania, Moldavia, Rumania y sur de Rusia fueron los "wusun" o sus directos descendientes o grupos ascendientes (en el mar de Aral).

## Lengua
Las crónicas chinas relatan que entre los wusun vivían los sai (escitas) y los yuezhi (tocarios), de estos dos pueblos se sabe perfectamente que sus idiomas eran indoeuropeos, por tal razón y por las características fisiotípicas de paleoeuropeos que caracterizaban a los wusun es muy probable que su lengua fuera asimismo indoeuropea. Sin embargo los wusun compartían un ancestro mítico con el reino de Ashin (Asena), parcialidad de los göktürk o turcos azules (que se extienden siglos después desde las Montañas Altái donde habían encontrado oro y mezclarse con tribus arias). Hubo entre ellos un rey que los chinos llamaron "Fu-Lí", y el estudioso chino Han Rulin sugiere una semejanza del nombre "Fu-Lí" con la palabra turca "borí" (= lobo). Por esto es altamente probable que los wusun poseyeran un idioma de substrato indoeuropeo.